# Príbovce
Príbovce (deutsch Pribotz, ungarisch Pribóc) ist eine Gemeinde im Norden der Slowakei mit 1098 Einwohnern (Stand 31. Dezember 2024), die zum Okres Martin, einem Teil des Žilinský kraj gehört und zur traditionellen Landschaft Turz gezählt wird.

## Geographie

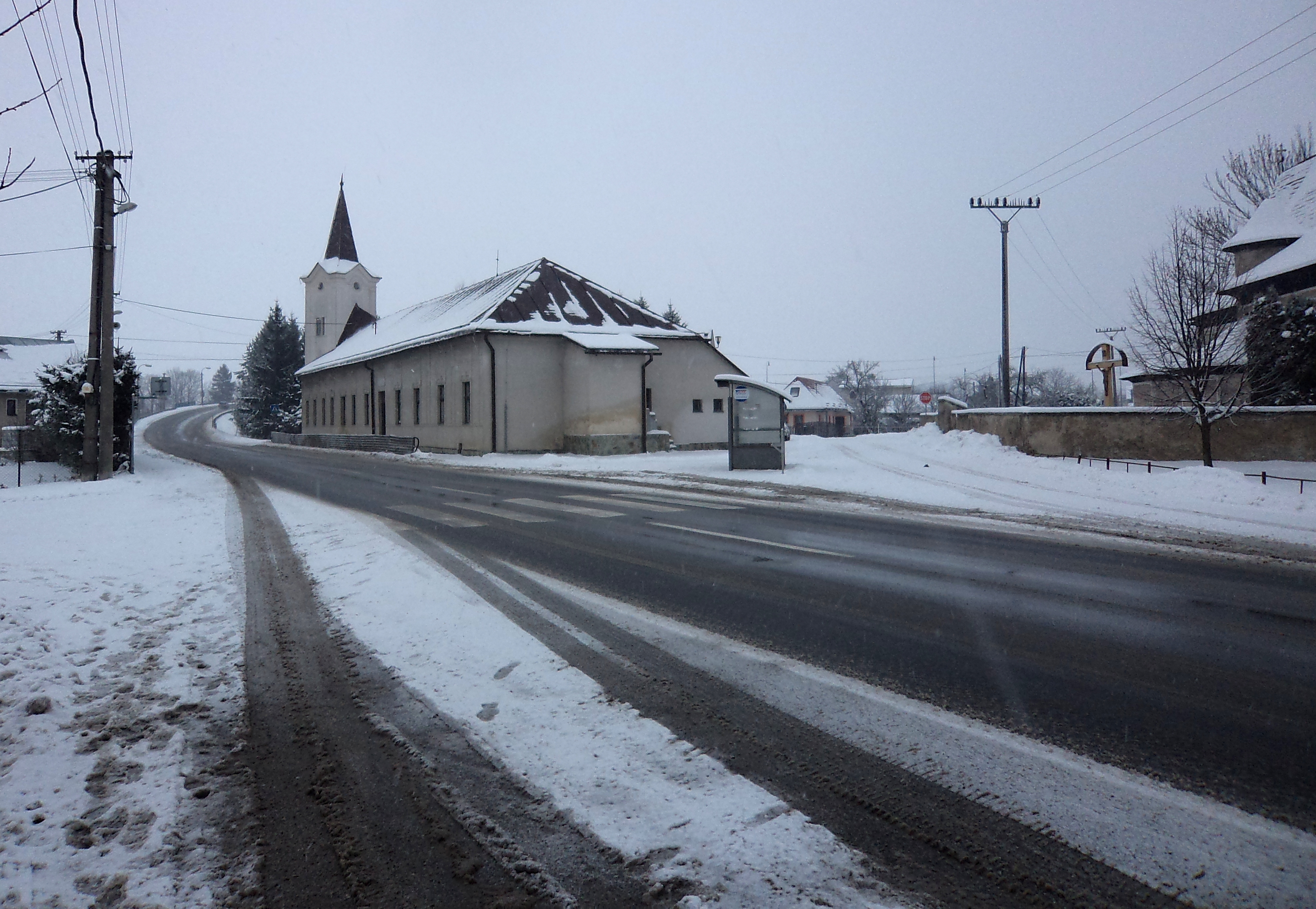
Hauptstraße im Winter

Die Gemeinde befindet sich inmitten des Talkessels Turčianska kotlina am Zusammenfluss des Baches Blatnický potok mit dem Turiec. Das Ortszentrum liegt auf einer Höhe von 420 m n.m. und ist 10 Kilometer südlich von Martin entfernt.

## Geschichte

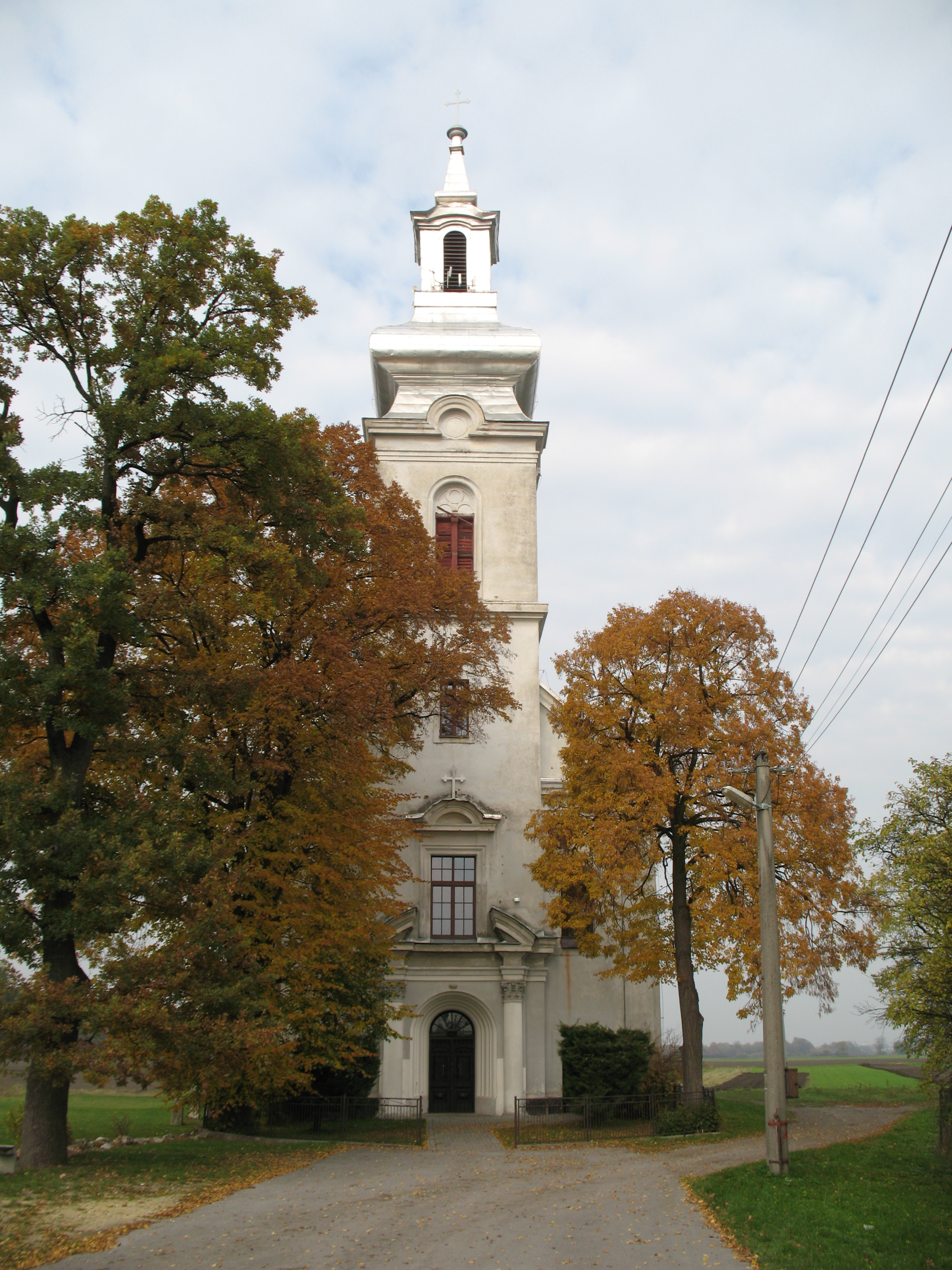
Kirche

Der Ort wurde zum ersten Mal 1230 als terra Pribouch schriftlich erwähnt. Er war ursprünglich ein Landadelsdorf und lag auf einer alten Straße aus dem Komitat Neutra. Hier befand sich ein Post-Umladeplatz und es fanden im Ort Komitatsversammlungen statt. 1783 wurde hier eine evangelische Lateinschule gegründet. Eine der drei Tabakmanufakturen auf dem Gebiet der heutigen Slowakei wurde 1812 gegründet.

## Bevölkerung
| Jahr                | 1994 | 2004    | 2014    | 2024    |
| ------------------- | ---- | ------- | ------- | ------- |
| Anzahl der Personen | 972  | 1058    | 1084    | 1098    |
| Unterschied         |      | +8,84 % | +2,45 % | +1,29 % |

| Jahr                | 2023 | 2024    |
| ------------------- | ---- | ------- |
| Anzahl der Personen | 1093 | 1098    |
| Unterschied         |      | +0,45 % |

Ergebnisse nach der Volkszählung 2001 (999 Einwohner):
| Nach Ethnie: - 98,40 % Slowaken - 0,30 % Tschechen - 0,20 % Magyaren | Nach Konfession: - 51,85 % römisch-katholisch - 30,33 % evangelisch - 14,61 % konfessionslos |

## Sehenswürdigkeiten
- römisch-katholische Simon-und-Judas-Kirche, als gotische Kapelle im 15. Jahrhundert erbaut, 1640 erneuert und vor 1990 erweitert
- evangelische Kirche im barock-klassizistischen Stil aus dem Jahr 1901
- Frührenaissance-Schloss aus dem 16. Jahrhundert
- zwei Landsitze, beide in klassizistischem Stil